# Dendroidopsis robusticornis
Dendroidopsis robusticornis es una especie de coleóptero de la familia Pyrochroidae.

## Distribución geográfica
Habita en Malasia.